# Eugenio Suárez Gómez
Eugenio Suárez Gómez (Daimiel, 10 de maig de 1919 - Avilés, 30 de desembre de 2014) va ser un periodista, empresari i escriptor espanyol.

## Biografia
Va néixer en 1919 a Daimiel (Ciudad Real), on el seu pare exercia de metge. Poc després la seva família es va traslladar a Madrid, ciutat en la qual ell va estudiar al Colegio Nuestra Señora del Pilar. Es va afiliar a Falange Espanyola i durant la Guerra Civil Espanyola va col·laborar amb els diaris El Diario Vasco i Fe i amb les revistes Fotos i La ametralladora. Posteriorment va formar part de la redacció del diari Ya.
El 1943, amb tot just 24 anys, va ser enviat com a corresponsal a Hongria, durant dos anys crucials de la Segona Guerra Mundial i on va poder comprovar la barbàrie nazi, a més de ser testimoni de l'ajuda humanitària prestada pel funcionari espanyol Ángel Sanz-Briz. Aquesta experiència es veuria reflectida en el seu llibre Corresponsal en Budapest, publicat el 1946. Ja de tornada a Madrid, va ser redactor cap del diari Tajo i redactor de Radio Nacional de España. El 1952 va fundar i va dirigir El Caso, setmanari especialitzat en notícies de successos que va arribar a tenir un tiratge de 400.000 exemplars. A més va ser corresponsal a Madrid de la revista Paris Match i el 1956 va fundar Sábado Gráfico, setmanari que va començar com a revista del cor i va acabar com a revista general d'actualitat, desapareguda el 1983. Entre 1957 i 1964 va dirigir l'agència Jordán. Una altra de les seves creacions va ser El Cocodrilo, publicació humorística apareguda al maig de 1984 i desapareguda el 1986.
Va ser vicepresident de la secció espanyola de l'Associació de Periodistes Europeus i va rebre, entre d'altres, el Premi Luca de Tena (1983), Premi César González-Ruano (1994) i el Premi Rodríguez Santamaría (2003), atorgat per l'Associació de la Premsa de Madrid. Va residir a Salinas (Astúries) i va morir el 30 de desembre de 2014 a l'Hospital San Agustín d'Avilés als 95 anys.

## Obres
- Corresponsal en Budapest, Ediciones Aspas (1946). Reeditado en 2007 por la Fundación Mapfre.
- El Caso cerrado: Memorias de un antifranquista arrepentido, Editorial Oberón (2005)